# 酢浆草

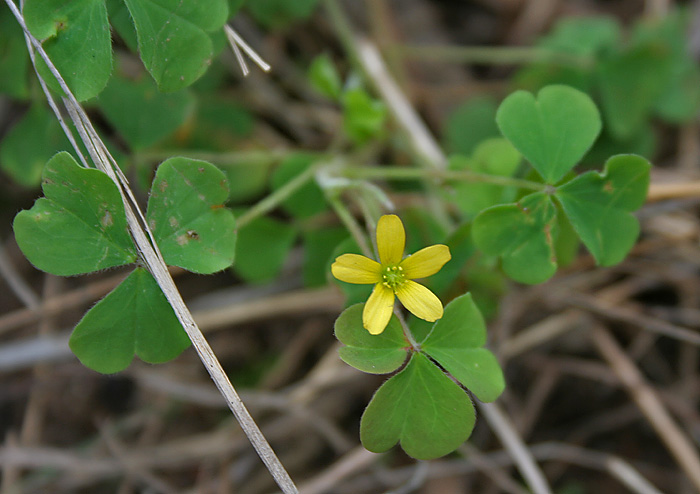
酢浆草

酢浆草 （页面存档备份，存于），又稱三葉酸、山鹽酸、蝴蝶翼、黃花酢漿草、鹽酸草，为酢浆草科酢浆草属下的一个种。

## 物種形態
1. 莖：草本，窄小的，匍匐莖。有時直立或爬藤。
2. 葉：小葉成心形，約0.3–1.5cm長，0.5–2cm寬，通常為三片小葉環繞軸心，偶有多葉並生。葉梗約有1–7cm長，托葉極小但清楚分明。像酢漿草變種，有紫色葉子，有不顯眼的托葉在每個葉柄基部。
3. 果：果實成錐狀蒴果，約5-20 mm，成熟時會爆裂噴出種子。
4. 種子：未成熟的種子成白色，成熟種子為褐色，種子上有類似指紋的粗糙突起，可輕易附著在物體表面。
5. 花：花成黃色單瓣，通常有5片花瓣，花瓣約0.7–1cm長，花梗約0.6-1.5cm長[1]

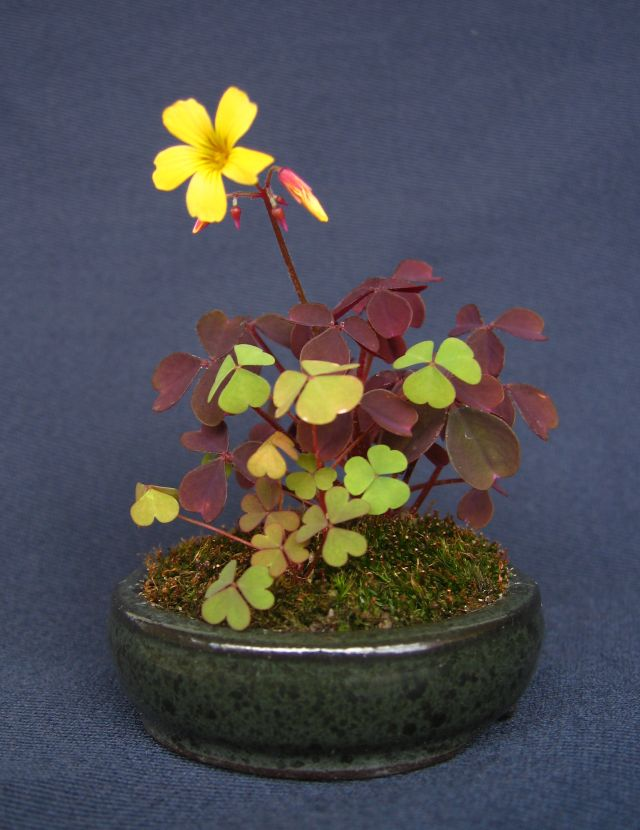
紫色葉子變種酢浆草，常見於花市

## 分布
酢漿草廣泛分布於世界各地，包括大洋洲、加勒比海、百慕達群島、中國大陸、臺灣、哥倫比亞、加拿大、開曼群島、澳大利亞、哥斯大黎加、瓜地馬拉、印尼、夏威夷、日本、馬來西亞、關島、南韓、美國、越南、墨西哥、模里西斯、紐西蘭、巴布亞紐幾內亞、泰國等。

## 同種異名[3]
有效學名：Oxalis corniculata
同種異名：
1. Oxalis corniculata villosa
2. Oxalis corniculata macrophylla
3. Oxalis corniculata lupulina
4. Oxalis corniculata langloisii
5. Oxalis corniculata minor
6. Oxalis corniculata reptans
7. Oxalis corniculata viscidula
8. Oxalis corniculata atropurpurea
9. Oxalis langloisii
10. Oxalis pusilla
11. Oxalis villosa
12. Acetosella corniculata
13. Oxalis repens
14. Xanthoxalis langloisii
15. Xanthoxalis corniculata
16. Xanthoxalis repens
17. Xanthoxalis corniculata atropurpurea

## 备注
1. ↑  酢浆：古代一种含有酸味的饮料。见《汉典》词条：【酢浆】。民间误将“浆”写作“酱”，查无根据，不宜采用。
2. ↑  辨正：酢漿草因花為黃色，在台灣的某些文獻中又被稱為黃花酢漿草。但在部分文獻中指的是Oxalis pes-caprae，特此辨正[1]。

## 扩展阅读
- 維基物種上的相關：酢浆草
- 维基共享资源上的相關多媒體資源：酢浆草

[在维基数据编辑]
 《植物名實圖考·酢漿草》，出自吳其濬《植物名實圖考》